# Acacia uncifera
Acacia uncifera — вид квіткових рослин з родини бобових. Ареал: Австралія (Квінсленд).

## Середовище
Вид зустрічається на рівнинах і пагорбах, де росте на піщаних ґрунтах над та навколо пісковика як частина відкритих лісів або лісових угруповань, що складаються з видів ангофори та евкаліпта.

## Біоморфологічна характеристика
Цей кущ або дерево зазвичай виростає до висоти від 2 до 5 метрів і має від нерівну до вербоподібної форми. Його гілочки вкриті короткими оксамитовими волосками. Зелені філодії мають вузько-довгасту або вузько-еліптичну форму, довжину від 2 до 5 см та ширину від 6 до 15 мм з помітною центральною жилкою. Суцвіття утворює групами по 10–20 штук вздовж китиць довжиною від 5 до 8 см. Кулясті квіткові головки містять від 25 до 30 яскраво-золотистих квіток. Після цвітіння утворюються тонкошкірі, оксамитові стручки, які по-різному звужені між насінинами, мають довжину приблизно до 6,5 см та ширину від 6 до 10 мм. Матово-чорне насіння всередині розташоване похило або поперечно та має еліптичну форму, у довжину приблизно від 4 до 5 мм.